# Kolozsnagyida
Kolozsnagyida, 1911-ig Nagyida (románul: Viile Tecii, korábban Iuda Mare, németül: Grosseidau, szász nyelven Aide) falu Romániában, Erdélyben, Beszterce-Naszód megyében.

## Fekvése
Besztercétől 26 kilométerre délre fekszik.

## Nevének eredete
A Júda személynév Ida alakváltozatából keletkezett. Először 1322-ben, Ida alakban szerepelt. 1670-ben Nadj Idán, 1733-ban románul Juda. Mai román neve mesterséges névadással keletkezett, jelentése 'tekei szőlők'.

## Története
Középkori lakossága szász vagy magyar lehetett. A besztercei domonkosok 1492-ben két házhelyet és két halastavat kaptak benne Harinai Farkas Tamástól. A hajdúk 1604-ben lemészárolták lakosságát. 1670-ben Harinai Ferenc alapított benne református egyházat, ami valószínűleg új lakók beköltözésével lehetett kapcsolatos. Reformátusai 1859-ig voltak önálló anyaegyház, azután Teke filiáját alkották. 1850-ben a Kornis családból származó új birtokosa harminc szász családot telepített be. A tagosítás 1892-ben zárult le. A cigány lakosság zöme a második világháborúig a református felekezethez tartozott (bár magyarul csak kevesen beszéltek közülük). Ők építették a gyülekezet új templomát is, 1912–13-ban. A falu története folyamán mindig Kolozs vármegyéhez tartozott, csak az 1968-as megyerendezéskor csatolták Beszterce-Naszód megyéhez.
1880-ban 985 lakosából 426 volt román, 259 német, 216 cigány és 84 magyar anyanyelvű; 469 ortodox, 240 evangélikus, 133 református, 79 görögkatolikus, 35 zsidó és 28 római katolikus vallású.
2002-ben 1074 lakosából 535 volt cigány, 493 román, 37 magyar és 9 német nemzetiségű; 954 ortodox, 44 baptista, 30 református és 26 pünkösdi vallású.

## Látnivalók
- A falutól keletre egy kilométerre, az 516 méteres tengerszint feletti magasságú Várhegyen 14. századi vár sáncai és falainak töredékei. Az ovális, 18×60 méteres külső sáncon belül két belső vár helyezkedik el.[3]
- A faluban egy 1753-ban épült kúria látható.[4]

## Híres emberek
- Itt született 1762-ben Hari Péter pedagógus.